# Portes de Cilicie
Les Portes de Cilicie ou Portes ciliciennes, en turc Gülek Boğazı, littéralement « passage de Gülek », forment le principal passage à travers les monts Taurus, reliant le haut plateau d'Anatolie aux basses plaines de Cilicie et à la côte méditerranéenne. Elles débouchent à 44 kilomètres au nord de Tarse.

## Géographie
Formées par les gorges étroites de la rivière Gökoluk, elles ont été longtemps uniquement praticables par des caravanes de mules, interdisant, par leur étroitesse, l'accès aux véhicules.

## Histoire
L'armée d'Alexandre le Grand avant la bataille d'Issos, saint Paul en chemin vers les Galates et les chevaliers de la première croisade empruntèrent ces Portes.
En 878, l'armée de l'empereur byzantin Basile Ier surprit les troupes du califat abbasside de Abadallah-ibn-Rachid et les mit en déroute au cours de la bataille des Portes ciliciennes. Globalement, tout au long des guerres byzantino-arabes, les portes ciliciennes ont constitué un point de passage stratégique pour les armées d'invasion arabes qui entreprennent régulièrement de lancer des raids sur le plateau anatolien contrôlé par les Byzantins.
Les ingénieurs allemands travaillant sur la voie ferrée Constantinople-Bagdad, incapables de suivre l'ancienne piste étroite et tortueuse, construisirent une série de viaducs et de tunnels : le nouveau passage fut inauguré en 1918.